# Critical Reviews in Toxicology
Critical  Reviews in Toxicology (abrégé en Crit. Rev. Toxicol.) est une revue scientifique mensuelle à comité de lecture qui publie des articles de revue concernant la toxicologie.
D'après le Journal Citation Reports, le facteur d'impact de ce journal était de 5,097 en 2014. L'actuel directeur de publication est Roger McClellan.

## Conflit d'intérêts
La revue Critical  Reviews in Toxicology est décrite comme étant proche des intérêts industriels (dont Monsanto). Les revues Food and Chemical Toxicology et Regulatory Toxicology and Pharmacology sont dans la même situation.